# أكسل أمير الدنمارك
أكسل أمير الدنمارك (بالدنماركية: Prins Axel) (12 أغسطس 1888 - 14 يوليو 1964) هو الابن الثاني لفالديمار أمير الدنمارك وزوجته الأميرة ماري.

## روابط خارجية
- أكسل أمير الدنمارك على موقع أوليمبيديا (الإنجليزية)